# Chapelle protestante de Ville-d'Avray
La chapelle protestante de Ville-d'Avray est un édifice religieux protestant réformé construit en bois en 1890 dans la commune de Ville-d'Avray. Lors de son inauguration elle porte le nom de chapelle des Ombrages.
Aujourd'hui, elle est l'un des deux lieux de culte de la paroisse de Meudon–Sèvres–Ville-d'Avray, qui est rattachée à l'Église protestante unie de France.

## Localisation
La chapelle est située au no 41 avenue de Balzac à Ville-d'Avray, dans les Hauts-de-Seine.
Au moment de son implantation, le terrain où elle est érigée est connu comme Les Ombrages, et le lieu-dit s'appelle Aux deux jeunes chiens.

## Histoire

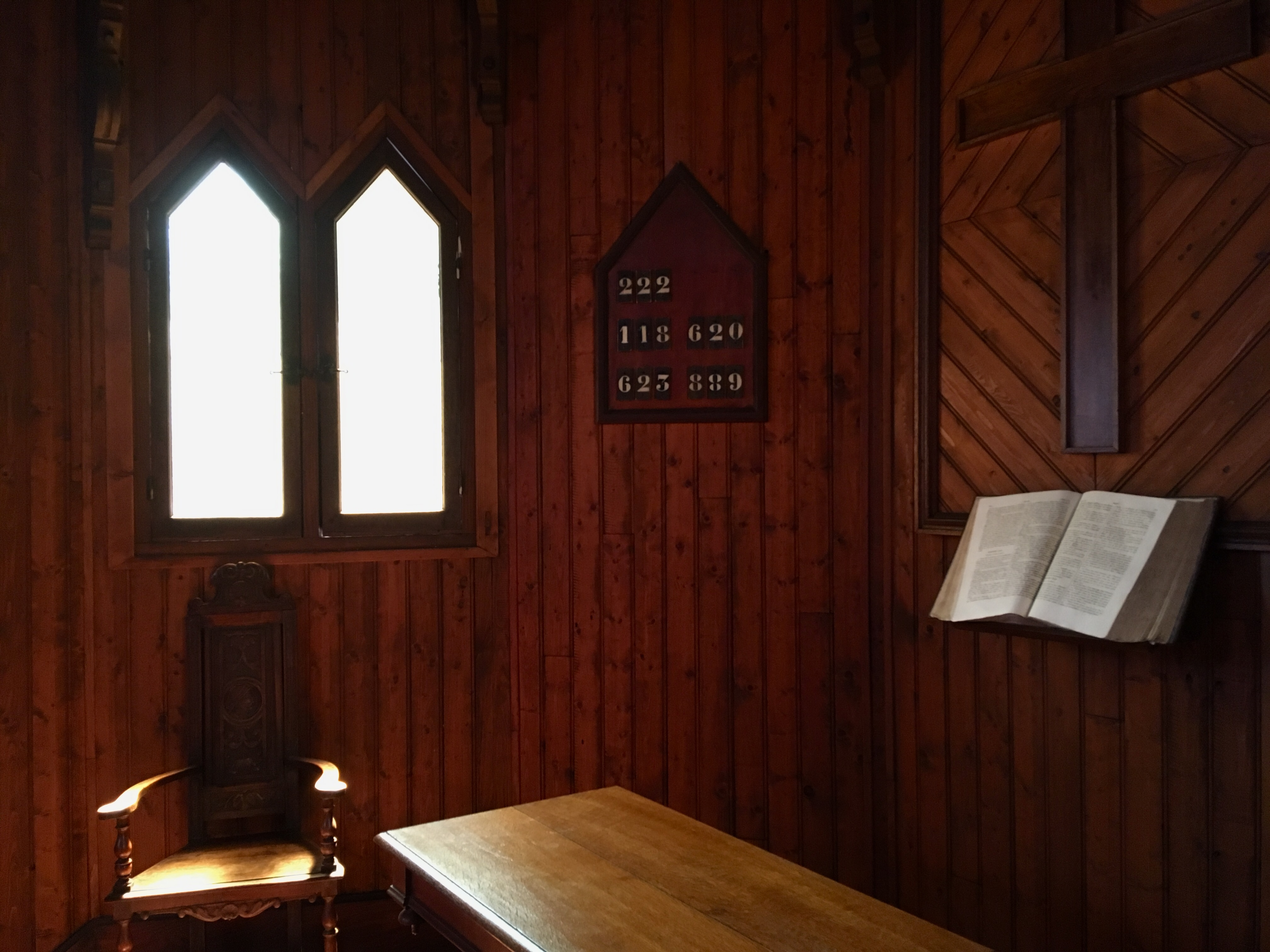
Intérieur de l'abside ajoutée en 1950, où se situent notamment la table de communion et une Bible ouverte.

Au cours de l'été 1889, le pasteur Samuel Gout, alors pasteur de l'église protestante de Bellevue, célèbre le culte dans un lieu privé à la demande des protestants de Ville-d'Avray,,.
Parallèlement en 1889, l'exposition universelle a lieu à Paris. Une chapelle en bois est dressée dans le pavillon de la Norvège, pour représenter les activités de la Mission évangélique de l'Église de Norvège,. À la clôture de l'exposition, il est décidé de faire don de celle-ci à l'Église réformée de France, après avoir envisagé d'en faire don aux missions protestantes de Madagascar.
La communauté de Ville-d'Avray, ayant besoin d'un lieu de culte, est sélectionnée pour recevoir la chapelle en don. Cette dernière est déménagée depuis le champ de Mars à Paris jusqu'à son emplacement actuel. Elle est remontée sous la direction de l'architecte Gustave Marchegay, avec pour maître d'ouvrage M. Lecœur,. Les coûts pour l'installation du bâtiment, financés par une souscription des paroissiens, s'élèvent à 6 000 francs. Le prix est alors considéré comme élevé et est justifié au moment de l'inauguration par le coût élevé du foncier à Ville-d'Avray ainsi que par la nature marécageuse du terrain.
Elle est inaugurée le 21 juin 1890. Elle porte alors le nom de « chapelle des Ombrages ».
En 1950, l'édifice est agrandi par l'ajout d'une abside. Celle-ci est bâtie sur l'ancien escalier d'accès, entraînant le déplacement de l'entrée sur le côté du bâtiment. Les coûts de ces travaux s'élèvent à 870 900 anciens francs,.

## Architecture
La chapelle est construite en bois venu de Norvège, dans une architecture scandinave. Le Signal considère au moment de l'inauguration que la chapelle est de style byzantin.
Jusqu'à son extension des années 1950, la chapelle est un bâtiment rectangulaire de 8,10 mètres sur 5,30 mètres. Avec une superficie d'environ 40 m2, on considère au XIXe siècle qu'elle peut contenir 80 chaises. En raison de l'évolution des normes de sécurité, sa capacité est moindre aujourd'hui.